# Pediobomyia brevicaulis
Pediobomyia brevicaulis är en stekelart som beskrevs av Christer Hansson 2002. Pediobomyia brevicaulis ingår i släktet Pediobomyia och familjen finglanssteklar.
Artens utbredningsområde är Costa Rica. Inga underarter finns listade i Catalogue of Life.